# Andréas Hountondji
Pour les articles homonymes, voir Hountondji.
Andréas Hountondji, né le 11 juillet 2002 à Montry en France, est un footballeur international béninois qui évolue au poste d'avant-centre au FC St. Pauli, en prêt de Burnley FC.

## Biographie

### SM Caen
Né à Montry en France, Andréas Hountondji commence le football dans le club local du FC Cosmo 77, puis il rejoint l'US Quincy-Voisins FC où il évolue en district et est remarqué par l'entraîneur Ayoub Ferchichi (CS Meaux), qui le recrute. Après un passage à l'US Torcy, il rejoint en janvier 2019 le SM Caen. Il fait sa première apparition en professionnel le 16 novembre 2019, à l'occasion d'une rencontre de coupe de France face à l'ASI Mûrs Erigné. Il est titularisé et son équipe s'impose largement par six buts à zéro. Le 20 juillet 2021, il signe son premier contrat professionnel avec Caen, d'une durée de trois ans.
Le 10 avril 2021, Hountondji inscrit son premier but en professionnel, contre le Grenoble Foot 38, en championnat. Son équipe s'incline toutefois par trois buts à un.
Le 23 juin 2022, il prolonge son contrat avec Caen jusqu'en juin 2025.

#### Prêt à l'US Quevilly-Rouen
Le 27 juin 2022, Andréas Hountondji est prêté à l'US Quevilly-Rouen, évoluant en Ligue 2, pour une saison,. Titulaire à 4 reprises lors des 6 premières journées de championnat, il n'entre plus dans les plans d'Olivier Echouafni par la suite. Sous-utilisé par son entraîneur, les deux clubs trouvent un accord pour mettre fin à son prêt dans la Seine-Maritime.

#### Prêt à l'US Orléans
Le 12 janvier 2023, il descend d'un cran pour la deuxième partie de saison, étant prêté pour une durée de six mois à l'US Orléans, évoluant en National. Son prêt s'y avère plus concluant, Hountondji y disputant 15 rencontres de championnat, dont 14 titularisations, pour 6 buts inscrits et 2 passes décisives délivrées.

#### Prêt au Rodez AF
Il retrouve la Ligue 2 pour la saison 2023-2024, étant prêté au Rodez AF. Il y réalise une saison historique pour le club ruthénois, en effet avec ses 14 buts en ligue 2 il y devient le meilleur buteur de l'histoire du club en deuxième division. Ses 16 buts et 7 passes décisives lui permettent d'être à 3 reprises nommé joueur du Rodez AF du mois. Hountondji est donc un élément majeur de la saison exceptionnelle du club occitan qui arrive à accéder aux barrages d'accession en ligue 1 avec l'un des plus petit budget du championnat,.

### Burnley FC
Le 17 juillet 2024, il s'engage officiellement avec Burnley FC pour un montant de 5 millions d'euros et 15 % sur une potentielle revente, le Béninois signe pour 4 ans.
À l'issue de la saison 2024-2025, il s'engage sous forme de prêt, sans option d'achat, au Standard de Liège,.

### Parcours en sélection nationale
Andréas Hountondji est convoqué pour la première fois avec le Bénin par Gernot Rohr le 6 juin 2023, dans le cadre des éliminatoires de la coupe d'afrique des nations 2023. Il fait son début le 17 juin contre le Sénégal en entrant à la 71e minute de jeu.

## Statistiques

### En club
| Saison                | Club                     | Championnat           | Championnat | Championnat | Championnat | Coupe nationale | Coupe nationale | Coupe nationale | Coupe de la Ligue | Coupe de la Ligue | Coupe de la Ligue | Total | Total | Total |
| Saison                | Club                     | Division              | M.          | B.          | P.d.        | M.              | B.              | P.d.            | M.                | B.                | P.d.              | M.    | B.    | P.d.  |
| 2019-2020             | SM Caen                  | Ligue 2               | -           | -           | -           | 1               | 0               | 0               | -                 | -                 | -                 | 1     | 0     | 0     |
| 2020-2021             | SM Caen                  | Ligue 2               | 6           | 1           | 0           | -               | -               | -               | -                 | -                 | -                 | 6     | 1     | 0     |
| 2021-2022             | SM Caen                  | Ligue 2               | 25          | 1           | 0           | 1               | 0               | 0               | -                 | -                 | -                 | 26    | 1     | 0     |
| Sous-total            | Sous-total               | Sous-total            | 31          | 2           | 0           | 2               | 0               | 0               | -                 | -                 | -                 | 33    | 2     | 0     |
| 2022-2023             | US Quevilly-Rouen (prêt) | Ligue 2               | 7           | 0           | 0           | 1               | 0               | 0               | -                 | -                 | -                 | 8     | 0     | 0     |
| 2022-2023             | US Orléans (prêt)        | National              | 15          | 6           | 2           | -               | -               | -               | -                 | -                 | -                 | 15    | 6     | 2     |
| 2023-2024             | Rodez AF (prêt)          | Ligue 2               | 34+2        | 14+0        | 5+0         | 3               | 2               | 2               | -                 | -                 | -                 | 39    | 16    | 7     |
| Sous-total            | Sous-total               | Sous-total            | 58          | 20          | 7           | 4               | 2               | 2               | -                 | -                 | -                 | 62    | 22    | 9     |
| 2024-2025             | Burnley FC               | Championship          | 9           | 0           | 0           | -               | -               | -               | 1                 | 0                 | 0                 | 10    | 0     | 0     |
| 2024-2025             | Standard de Liège (prêt) | Division 1A           | 1           | 0           | 0           | -               | -               | -               | -                 | -                 | -                 | 1     | 0     | 0     |
| Total sur la carrière | Total sur la carrière    | Total sur la carrière | 99          | 22          | 7           | 6               | 2               | 2               | 1                 | 0                 | 0                 | 106   | 24    | 9     |

### En sélection nationale
| Année  | Sélection | Coupe du monde | Coupe du monde | Coupe du monde | Éliminatoires CDM | Éliminatoires CDM | Éliminatoires CDM | CAN | CAN | CAN  | Éliminatoires CAN | Éliminatoires CAN | Éliminatoires CAN | Amicaux | Amicaux | Amicaux | Totaux | Totaux | Totaux |
| Année  | Sélection | M              | B              | P.d.           | M                 | B                 | P.d.              | M   | B   | P.d. | M                 | B                 | P.d.              | M       | B       | P.d.    | M      | B      | P.d.   |
| ------ | --------- | -------------- | -------------- | -------------- | ----------------- | ----------------- | ----------------- | --- | --- | ---- | ----------------- | ----------------- | ----------------- | ------- | ------- | ------- | ------ | ------ | ------ |
| 2023   | Bénin     | —              | —              | —              | —                 | —                 | —                 | —   | —   | —    | 3                 | 0                 | 0                 | —       | —       | —       | 3      | 0      | 0      |
| Totaux | Totaux    | 0              | 0              | 0              | 0                 | 0                 | 0                 | 0   | 0   | 0    | 3                 | 0                 | 0                 | 0       | 0       | 0       | 3      | 0      | 0      |

### Matchs internationaux
| Matchs internationaux d'Andréas Hountodnji | Matchs internationaux d'Andréas Hountodnji | Matchs internationaux d'Andréas Hountodnji   | Matchs internationaux d'Andréas Hountodnji | Matchs internationaux d'Andréas Hountodnji | Matchs internationaux d'Andréas Hountodnji | Matchs internationaux d'Andréas Hountodnji |
| #                                          | Date                                       | Lieu                                         | Adversaire                                 | Résultat                                   | Compétition                                | Notes                                      |
| ------------------------------------------ | ------------------------------------------ | -------------------------------------------- | ------------------------------------------ | ------------------------------------------ | ------------------------------------------ | ------------------------------------------ |
| 1                                          | 17 juin 2023                               | Stade de l'Amitié, Cotonou, Bénin            | Sénégal                                    | 1 - 1                                      | Élimin. CAN 2023                           | Remplace Mounié (71e).                     |
| 2                                          | 9 septembre 2023                           | Stade national de Maputo, Maputo, Mozambique | Mozambique                                 | 3 - 2                                      | Élimin. CAN 2023                           | Titulaire, remplacé par Tchetchao (71e).   |
| 3                                          | 18 novembre 2023                           | Stade Moses Mabhida, Durban, Afrique du Sud  | Afrique du Sud                             | 2 - 1                                      | Élimin. CAN 2023                           | Titulaire, remplacé par Traoré (45e).      |

## Palmarès

### En club
- Burnley
  - Vice-champion de Championship en 2025